# Armeria caespitosa
Armeria caespitosa är en triftväxtart som först beskrevs av Casimiro Gómez de Ortega, och fick sitt nu gällande namn av Pierre Edmond Boissier. Armeria caespitosa ingår i släktet triftar, och familjen triftväxter. Inga underarter finns listade i Catalogue of Life.

## Bildgalleri

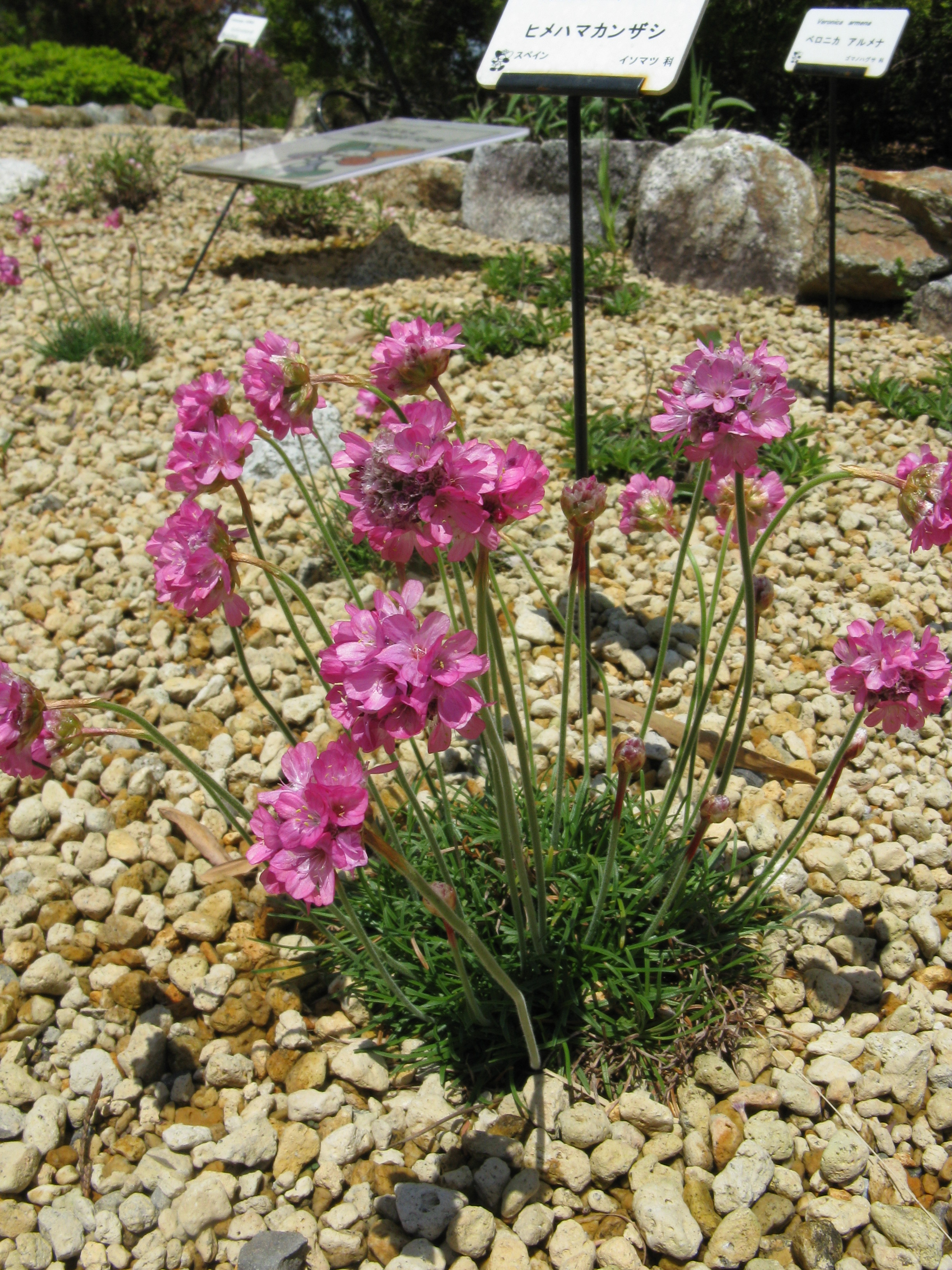
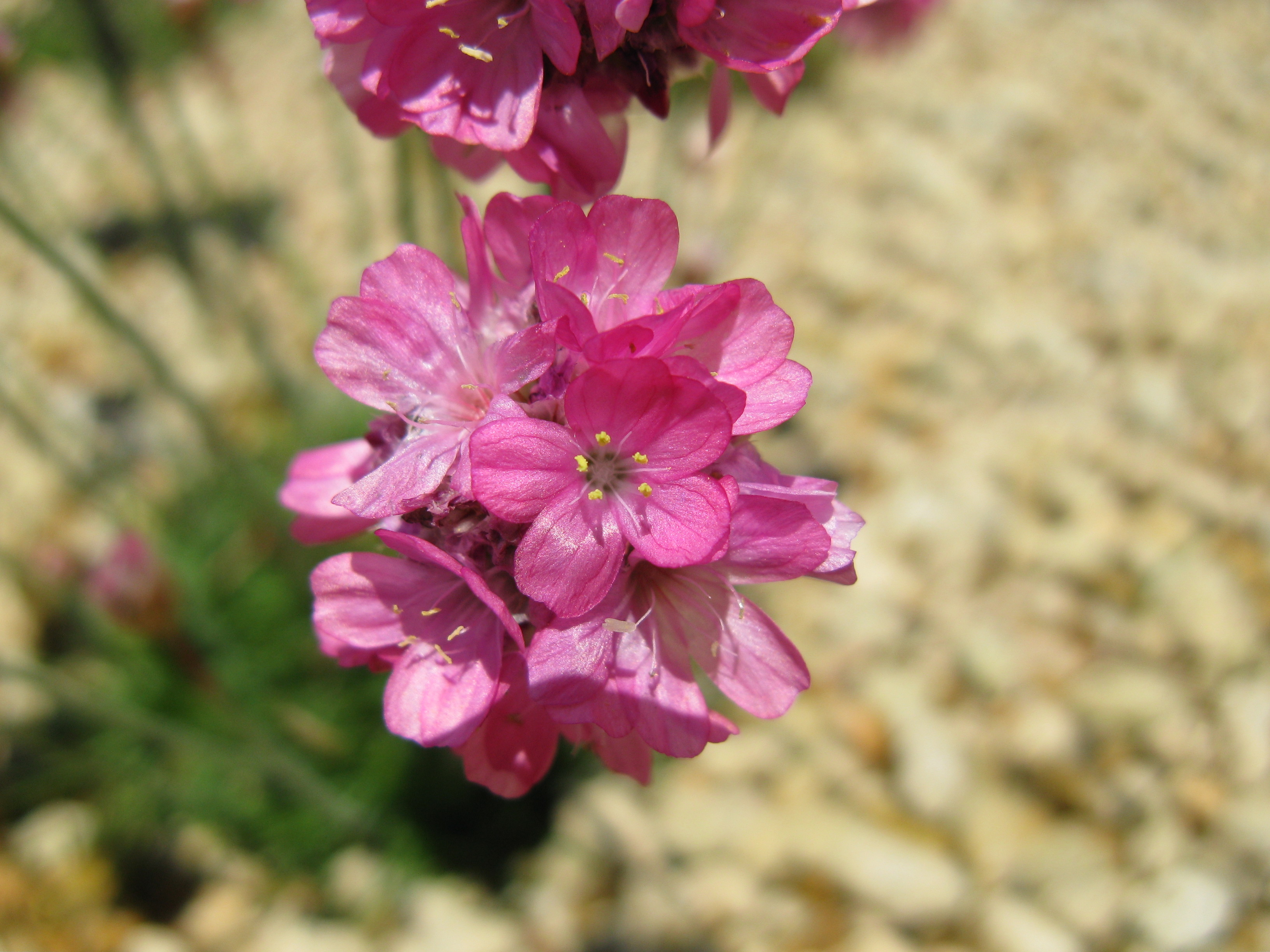
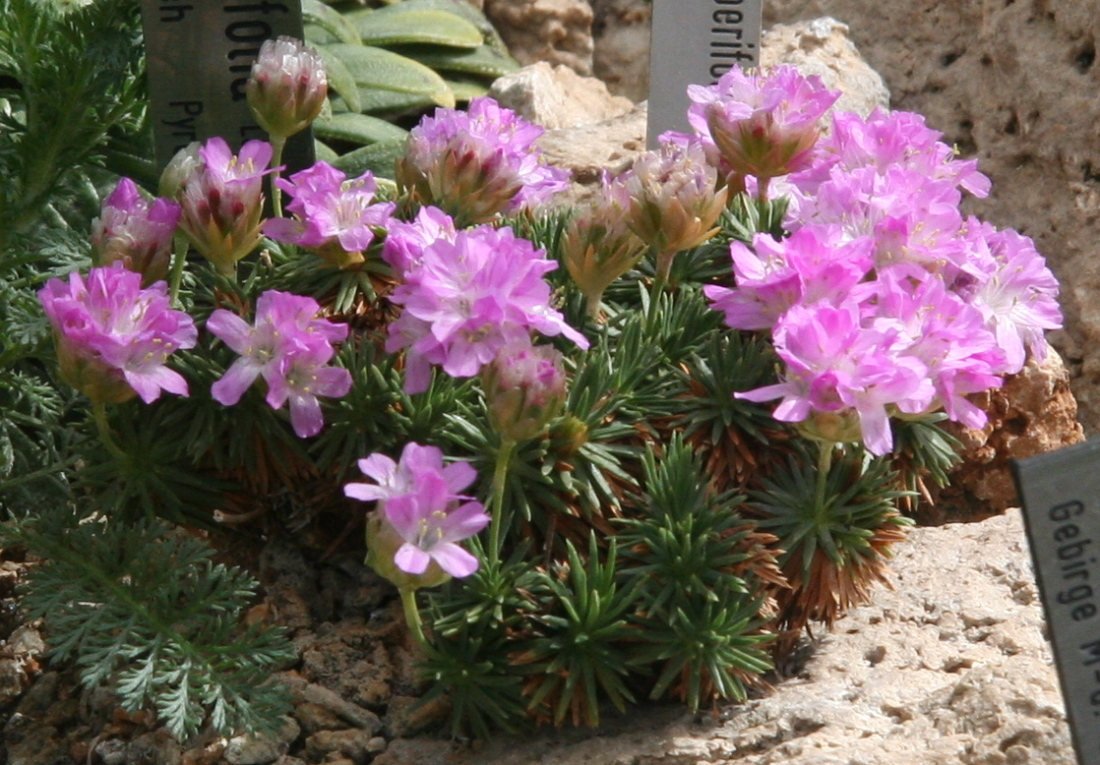
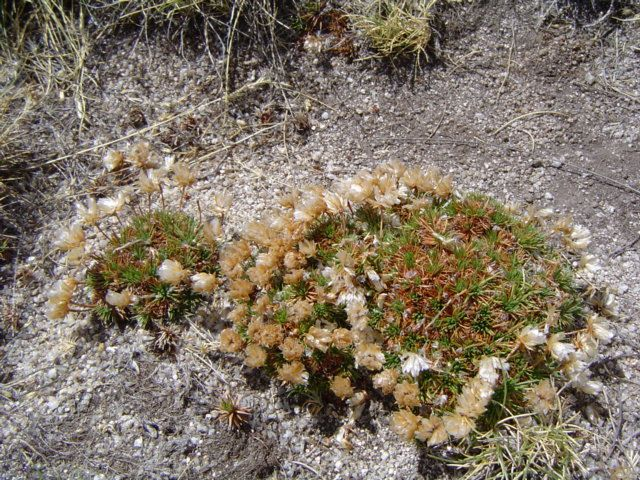
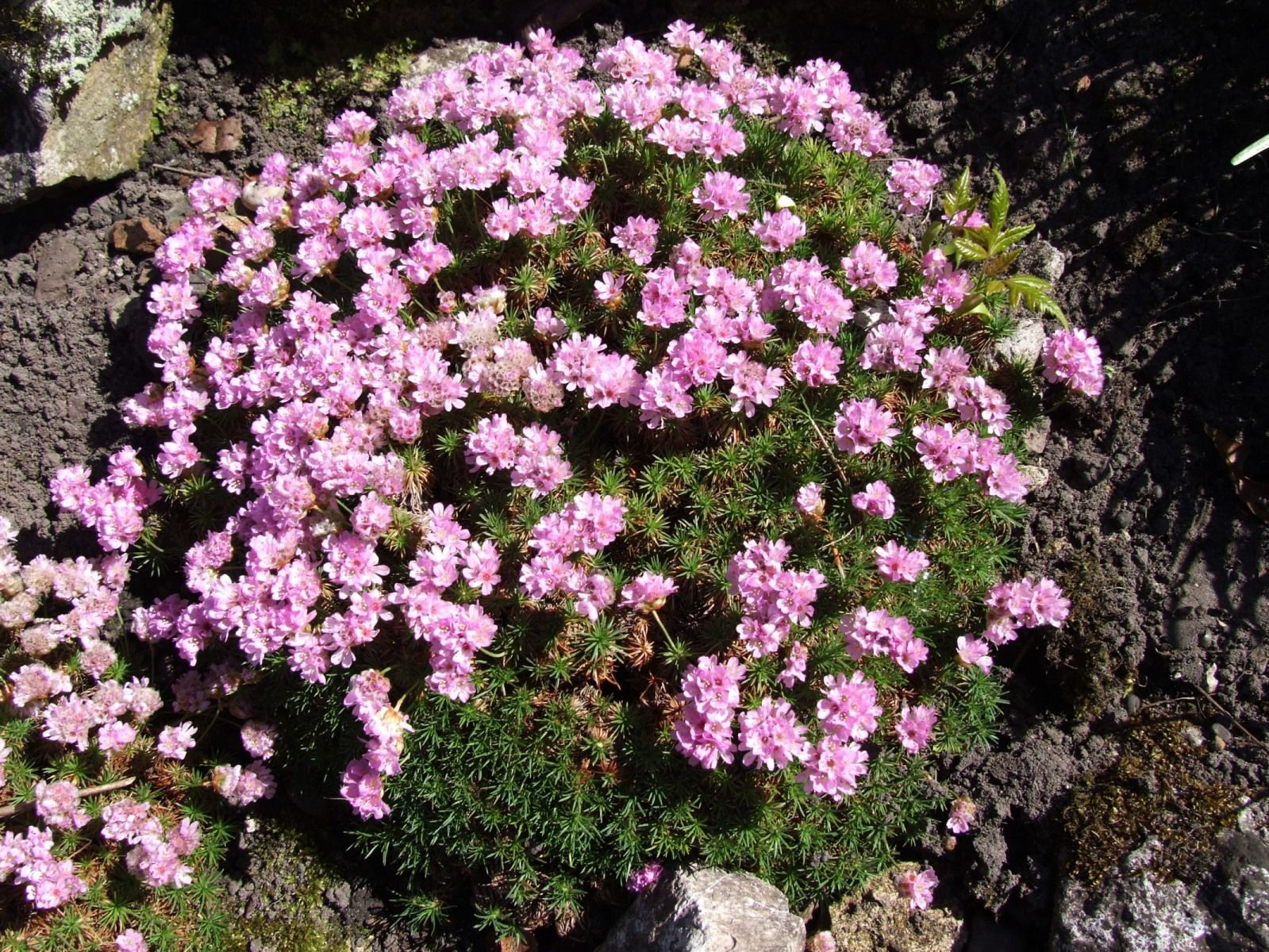
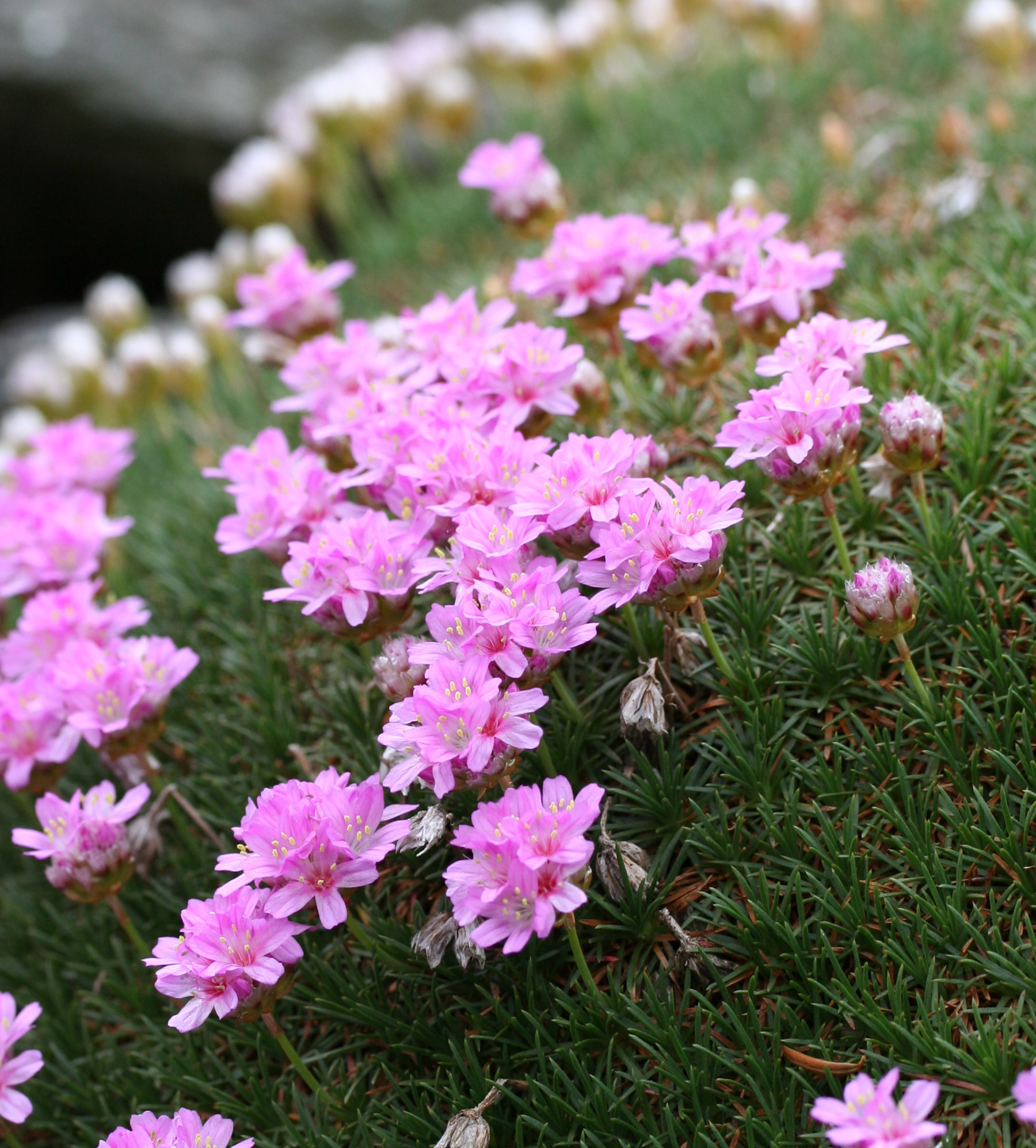